# Tachycineta euchrysea
La golondrina dorada (Tachycineta euchrysea) es una especie de ave del género Tachycineta, de la familia Hirundinidae. Se distribuye en  la española principalmente en  República Dominicana.

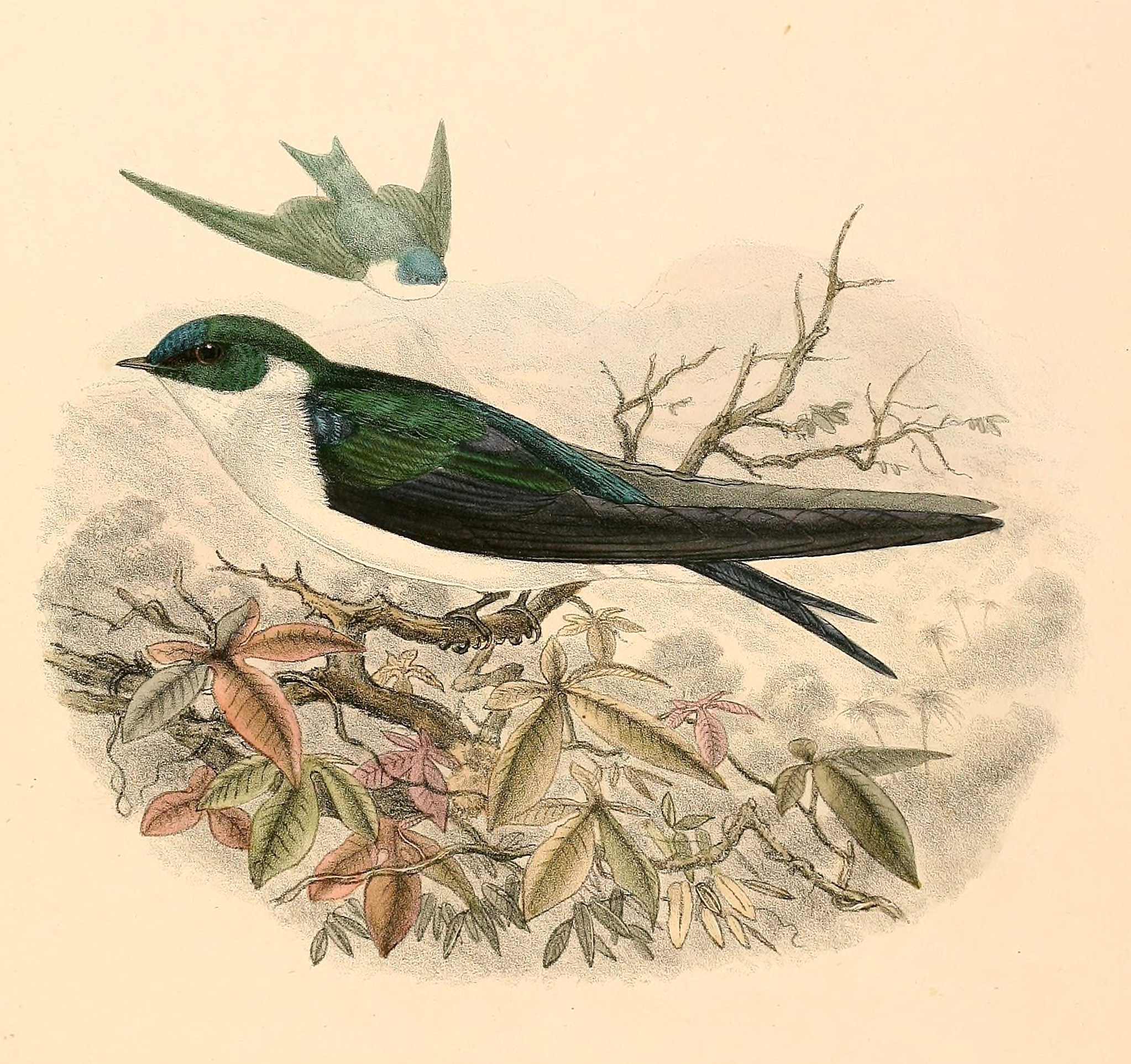
Tachycineta euchrysea sclateri.

## Distribución y hábitat
Esta especie se distribuye en algunas islas del mar Caribe: En La Española, tanto en Haití como en República Dominicana. Esta golondrina habita generalmente en claros de bosques, o sabanas, cerca del agua.

## Costumbres
Esta golondrina se alimenta principalmente de insectos voladores. Normalmente se encuentran en parejas o en pequeños grupos. Su nido lo sitúa en el hueco de un árbol, o entre rocas o estructuras artificiales. Construye su nido, con plumas y algunas fibras vegetales; allí la hembra incuba sus blancos huevos.  

## Taxonomía
Esta especie fue descrita originalmente por Philip Henry Gosse en el año 1847, bajo el nombre científico de: Hirundo euchrysea. Su localidad tipo es: «A gran altura en montañas del centro de Jamaica».
En el pasado se la ha colocado en dos géneros propios: Lamprochelidon o Kalochelidon, sin embargo, los estudios de ADN indican una estrecha relación con Tachycineta cyaneoviridis y Tachycineta thalassina.  
Las especies: Tachycineta leucorrhoa, Tachycineta bicolor, Tachycineta albilinea, Tachycineta stolzmanni, Tachycineta albiventer, y Tachycineta meyeni, a veces son colocadas en un género separado: Iridoprocne, pero estudios de sus ADN indican una estrecha relación de estos taxones con el clado formado por: Tachycineta thalassina, Tachycineta euchrysea, y Tachycineta cyaneoviridis, y por lo tanto, el agrupamiento de todos en un solo género.

### Subespecies
Esta especie se subdivide en 2 subespecies:
- Tachycineta euchrysea euchrysea (Gosse, 1847) - Habita en Jamaica.
- Tachycineta euchrysea sclateri (Cory, 1884) - Habita en la isla La Española (Haití y República Dominicana).